# Тейлор, Джек (футбольный судья)
Джон Кит Тейлор (англ. John Keith Taylor), более известный как Джек Тейлор (англ. Jack Taylor; 21 мая 1930, Вулвергемптон, Стаффордшир — 27 июля 2012, Шифнал, Западный Мидленд) — английский футбольный судья. Английская футбольная лига назвала его «возможно, лучшим английским судьёй всех времён». Тейлор был судьёй финала чемпионата мира 1974 года, в котором он назначил два пенальти в первые тридцать минут матча. Первый пенальти в ворота ФРГ он назначил уже на второй минуте матча. Это был первый пенальти, назначенный в финале чемпионата мира по футболу.
По профессии был мясником. После завершения судейской карьеры работал тренером футбольных судей.

## Судейская карьера
После окончания школы 14-летний Тейлор начал работать в мясной лавке своего отца. Там он встретил Джима Лока, секретаря местного отделения футбольных судей, который посоветовал Джеку пройти обучение на футбольного судью. Тейлор последовал этому совету, и в возрасте 17 лет отсудил свой первый футбольный матч. С помощью Лока и других специалистов из Мидлендса Тейлор начал судить всё больше матчей на местном уровне. В 1953 году футбольная ассоциация Бирмингема выдвинула Тейлора на роль помощника судьи на предстоящий матч национальных сборных, который должен был пройти во Франции.
25-летний Тейлор стал самым молодым лайнсменом в Футбольной лиге Англии, когда он отработал в качестве помощника судьи на матче Третьего южного дивизиона между «Ковентри Сити и «Борнмутом» в августе 1955 года. Спустя три года он был включён во «вспомогательный» список судей Футбольной лиги, после чего был судьёй матча Четвёртого дивизиона между «Саутпортом» и «Хартлпул Юнайтед». В 1962 году 31-летний Тейлор был назначен судьей финала Любительского кубка Англии, в котором «Крук Таун» обырал «Хаунслоу» на стадионе «Уэмбли». Тогда же Футбольная ассоциация Англии включила Тейлора в список судей ФИФА.
В 1964 году Тейлор был судьёй матча между сборными Бразилии и Аргентины в Рио-де-Жанейро, а год спустя был судьёй в матчах между сборными Бразилии и СССР, которые готовились к предстоящему чемпионату мира. Сам Тейлор впервые принял участие в чемпионате мира на турнире 1970 года в Мексике. Он был судьёй матча группового этапа между сборными Италии и Швеции. Также он был лайнсменом в трёх других матчах того чемпионата мира. Четыре года спустя Тейлор вновь был включён в список судей на чемпионат мира 1974 года в ФРГ, на котором он был лайнсменом в двух матчах, а также судьёй ещё в двух матчах до финала.

### Финал чемпионата мира 1974 года

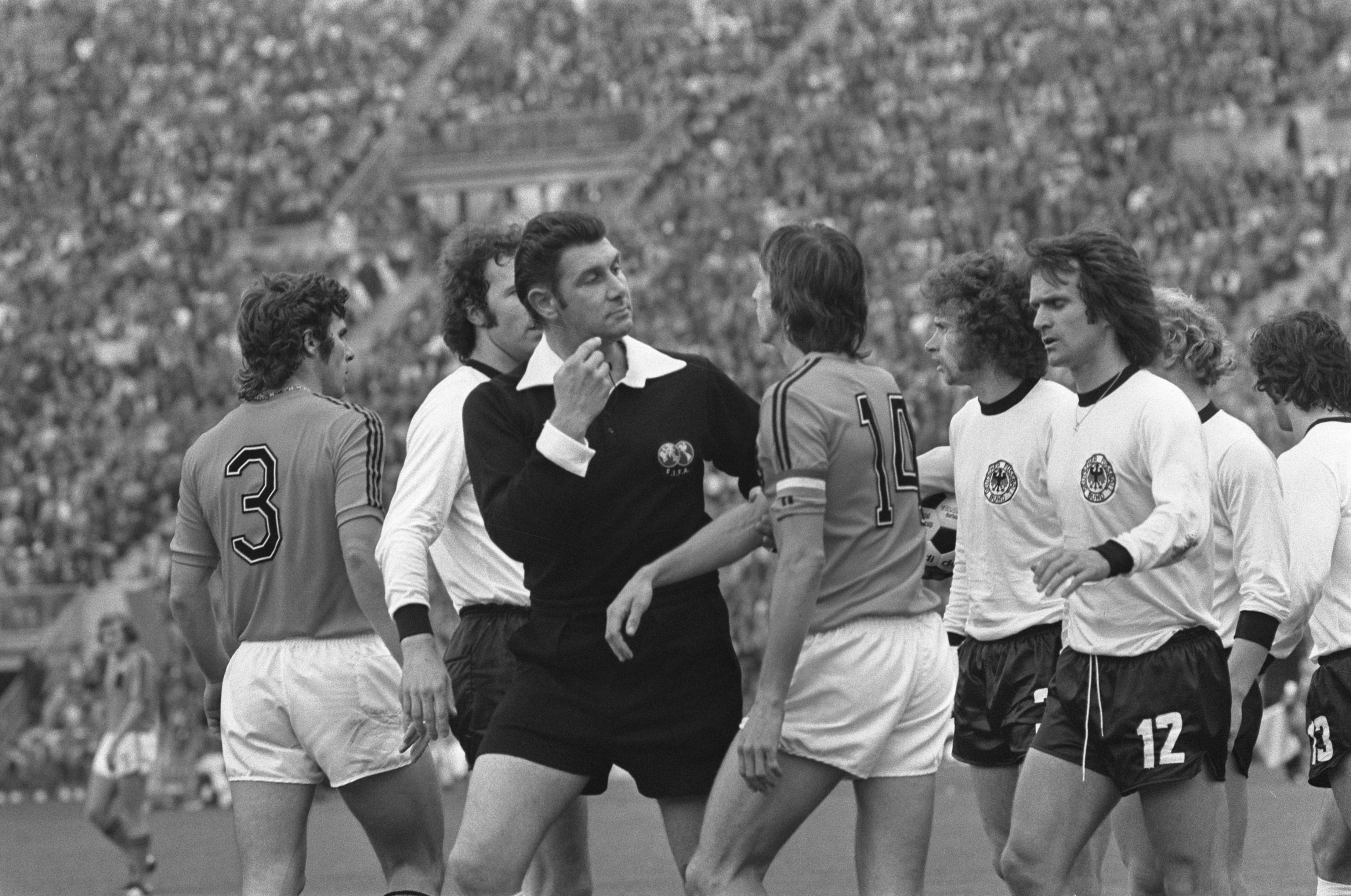
Тейлор общается с Йоханом Кройфом в ходе финального матча

Тейлора назначили судьёй финального матча чемпионата мира 1974 года, в котором встретились сборные ФРГ и Нидерландов. Матч прошёл на Олимпийском стадионе в Мюнхене 7 июля 1974 года.
Начало матча было отложено из-за того, что на поле не были установлены угловые флажки, о чём Тейлор сообщил техническому персоналу стадиона. Флажки убрали для торжественной церемонии, прошедшей перед финалом, но затем забыли вернуть. Когда матч начался, Тейлор вошёл в историю, назначив первый в истории финалов чемпионатов мира пенальти. Пенальти был назначен уже на второй минуте игры за нарушение игрока сборной ФРГ Ули Хёнесса против игрока сборной Нидерландов Йохана Кройфа. Одиннадцатиметровый удар реализовал Йохан Нескенс.
На 26-й минуте матча Тейлор назначил второй пенальти, на этот раз — в пользу сборной ФРГ за нарушение Вима Янсена против Бернда Хёльценбайна. Когда команды уходили с поля после окончания первого тайма Кройф получил предупреждение за споры с Тейлором. Всего он показал в том матче четыре жёлтые карточки (три — нидерландцам и одну — немцам).
Тейлор заявил по поводу назначенных им в матче пенальти:
Первый пенальти было назначить легко. Я помню, что был уверен в том, что это на 100 % верное решение. Когда мяч поставили на точку, весь стадион замолк. Беккенбауэр, капитан немцев, подошёл ко мне и сказал: «Тейлор, ты англичанин». Удар был реализован, и началась полная эйфория. Что правда меня раздражает, так это предположение, что я дал [второй пенальти] чтобы уравнять счёт. Это было падение или попытка падения, что правилами игры трактуется как пенальти.

### Последующая карьера
Позднее Тейлор вспоминал: «Я буквально сменил фартук мясника на судейский свисток, чтобы отработать на финале чемпионата мира». Однако после финала 1974 года Тейлор перестал работать в мясной лавке и сосредоточился на судейской карьере. Он завершил карьеру в 1977 году.
Судейская карьера Тейлора длилась 33 года, он отсудил более тысячи матчей, включая более ста игр сборных в шестидесяти странах. Он был судьёй финала Кубка Англии 1966 года, в котором «Эвертон» обыграл «Шеффилд Уэнсдей». Он также был судьёй финала Кубка европейских чемпионов 1971 года, в котором «Аякс» обыграл «Панатинаикос».
Закрыв мясную лавку в Англии, Тейлор провёл два сезона в Бразилии, где судил футбольные матчи. Затем вернулся в Англию и стал коммерческим директором клуба «Вулверхэмптон Уондерерс» в 1979 году. В августе 1982 года был уволен, когда клуб был куплен новым консорциумом. Позднее работал тренером футбольных судей в ЮАР, Саудовской Аравии, России, Китае и Бразилии.

### Признание
В 1975 году Тейлор получил Орден Британской империи (OBE). 1 февраля 1999 года он был включён в Зал славы ФИФА. В 2007 году Футбольная лига присудила ему специальную награду с описанием «возможно, лучший английский судья всех времён». В сентябре 2013 года Джек Тейлор стал первым судьёй, включённым в Зал славы английского футбола.

## Личная жизнь
Родился в Вулвергемптоне в семье мясника. Вырос рядом с лавкой мясника, расположенной вблизи от стадиона футбольного клуба «Вулверхэмптон Уондерерс» «Молинью». Долгое время совмещал семейный бизнес (работу в мясной лавке) с судейской работой по выходным.
Был дважды женат. В ноябре 1956 года женился на дочери мясника, Хейзел Мэри Уайтхаус (род. 1932). У них было двое сыновей и двое дочерей, затем пара развелась. В 1982 году Тейлор женился на Сьюзан Миллисент Спанн (род. 1933).
Тейлор работал мировым судьёй в Вулвергемптоне на протяжении 25 лет. Также он владел грейхаундами и был стюардом национальной ассоциации по собачьим бегам, а также стюардом ипподрома Вулвергемптона.
Умер от пневмонии в своём доме в Шропшире 27 июля 2012 года в возрасте 82 лет.